# 제이미 존스턴
제이미 존스턴(Jamie Johnston, 1989년 7월 7일 ~ )은 캐나다의 배우이다.

## 출연 작품
- 파티 올 나잇 (2016)
- 러브 미 (2012)
- 와일더니스 (2011)
- 지저스 헨리 크리스트 (2011)
- 리바이빙 오필리아 (2010)
- 앱솔론 (2003)